# Cervino Cinemountain
Il Cervino Cinemountain è un festival cinematografico incentrato sul cinema di montagna e avventura che si svolge annualmente nel mese di luglio nelle località di Valtournenche e Breuil-Cervinia, durante il quale vengono proiettati film già programmati con successo in altri festival del cinema di montagna. È membro della International Alliance for Mountain Film, che raggruppa i maggiori festival mondiali di cinema di montagna.

## La storia
È nato nel 1998 come Premio ALP/Cervino - Rassegna internazionale del cinema di montagna e avventura, su iniziativa del comune di Valtournenche, della regione autonoma Valle d'Aosta, del mensile Alp e dell'Associazione Culturale Promocinema, con l'obiettivo « [...] di esaltare e promuovere la produzione cinematografica e televisiva, documentaristica e a soggetto, con particolare riguardo all'esplorazione di nuovi orizzonti nella ricerca etnografica, alle rappresentazioni della cultura e dell'ambiente montano fino all'avventura in tutte le sue forme».
Dalla decima edizione, nel 2007, il festival ha cambiato denominazione e formula, diventando Cervino CineMountain - International Filmfestival, Breuil-Cervinia Valtournenche, e nell'organizzazione è subentrata l'Associazione Culturale Strade del Cinema.

## Albo d'oro
Gli originari Premio Alp/Cervino, attribuito ad un film scelto tra i Gran Premi dell'ultima edizione dei più importanti festival di cinema di montagna, e Premio Plateau Rosa, attribuito ad un film fra quelli segnalati dai direttori dei festival coinvolti, sono stati sostituiti con il Grand Prix des Festivals - Conseil de la Vallée d’Aoste, che assegna il migliore dei film vincitori dei festival facenti parte dell’International Alliance for Mountain Film, l’Oscar dei film di montagna, e se ne sono via via aggiunti altri, con il moltiplicarsi delle sezioni (Gran Premi, lungometraggi, medio e cortometraggi, film di animazione).
- 1998
  - Premio Alp/Cervino: L'Echo du Tien Shan di K-Soul Cherix (Svizzera)
  - Premio Plateau Rosa: Légende des Tropiques di Remy Tezier (Francia)
  - segnalati: Shimshal di Wilfried Bof (Francia) e The Fatal Game di Richard Denison (Nuova Zelanda)
- 1999
  - Premio Alp/Cervino: Windhorse di Paul Wagner (USA/Nepal)
  - Premio Plateau Rosa: Adiu Monde di Sandra Kogut (Francia)
- 2000
  - Premio Alp/Cervino: Vision Man di William Long (Svezia)
  - Premio Plateau Rosa: Mountain Rivals di Rob Harrison-White (Sudafrica) e Mari, monti e... gettoni d'oro di Sandro Gastinelli (Italia)
  - Premio Speciale: Annapurna, histoire d'une légende di Bernard George (Francia)
- 2001
  - Categoria Lungometraggi: I nostri anni di Daniele Gaglianone (Italia) ex aequo Il tempo dei cavalli ubriachi di Bahman Ghobadi (Iran)
  - Categoria Gran Premi: I cavalieri delle vertigini di G. Cenacchi, F. Mariani e G. Quarti (Svizzera)
    - Menzione speciale della Giuria: Mysterious Mamberano di Pavol Barabás (Slovacchia)

  - Categoria Documentari: Trois frères pour une vie di Gilles Perret (Francia) 
    - 2º Premio: Rabbit sitting on the fence di Evgeny Kotlov (Kirghizistan)
    - Menzione speciale della Giuria: K2 Il grande sogno di Carlo Rossi (Italia)

  - Premio speciale della Giuria per il miglior film di alpinismo: Finis terrae di Fulvio Mariani (Italia)
- 2002
  - Categoria Lungometraggi: Avazhayé Sarzaminé Madariyam di Bahman Ghobadi (Iran)
  - Categoria Gran Premi: Mustang di Pavol Barabás (Slovacchia)
  - Premio al Miglior Documentario: Beserk in the Antarctic di Kaare Skard (Norvegia/Danimarca)
    - 2º Premio: Eldorado di ghiaccio di Adriano Zecca (Svizzera)

  - Premio al miglior film d'alpinismo: La cordée de rêve di Gilles Chappaz (Francia)
- 2003
  - Categoria Lungometraggi: Alexei to izumi di Seiichi Motohashi (Giappone)
  - Categoria Gran Premi: Hire Himalaya di Alberto Iñurrategi (Spagna)
  - Categoria Documentari: Les naufragés du Mont Blanc di Denis Ducroz (Francia)
    - 2º Premio: Flucht über den Himalaya di Marie Blumencron (Germania)
    - Menzione: Off the Rails di Richard Dennison e James Heyward (Nuova Zelanda/Australia)

  - Premio Speciale della Giuria per il miglior film di alpinismo: Non la vogliono capire... Cerro Torre di Christoph Frutiger, Christine Kopp e Thomas Ulrich (Svizzera)
- 2004
  - Categoria Lungometraggi: Primavera, estate, autunno, inverno... e ancora primavera di Kim Ki-duk (Corea del Sud)
  - Categoria Gran Premi: Charles, Edouard, ou le temps suspendu di Bernard Boyer (Francia)
  - Categoria Documentari: The Race di Uli Wiesmeier (Germania)
    - 2º Premio: Sahara-Das versunkene Paradies di Michael Schlamberger (Austria)

  - Premio Speciale della Giuria per il miglior film di alpinismo: Eiger Nordwand - Auf den Spuren der Erstbesteiger di Frank Senn e Thomas Ulrich (Svizzera)
- 2005

...
- 2006
  - Categoria Gran Premi: Conflict Tiger di Sasha Snow (Regno Unito)
  - Categoria Documentari: La haute route di Pierre-Antoine Hiroz (Svizzera)
  - Premio Speciale della Giuria per il miglior film di alpinismo: L'abisso di Alessandro Anderloni (Italia)
  - Menzioni speciali: Alè Bigia alè di Ugo Slomp (Italia), Aoraki Ski Mountaineering di Gerald Salmina (Austria) e Fatima's Hand di Jens Hoffmann (Germania)
- 2007
  - Categoria Lungometraggi: Quando i bambini giocano in cielo di Lorenzo Hendel (Italia/Danimarca/Regno Unito/Islanda)
  - Categoria Gran Premi: Primavera in Kurdistan di Stefano Savona (Italia)
  - Categoria Documentari: Coast to Coast - A Piece of my Heart di Olivier Aubert e Mike Blyth (Svizzera/Sudafrica)
  - Premio del Club Alpino Italiano per il miglior film di alpinismo: Rubare metri al cielo di Enrico Verra (Italia)
  - Premio Speciale della Giuria: L'isola deserta dei carbonai di Andrea Fenoglio (Italia)
- 2008
  - Grand Prix Cervino CineMountain: Berhault di Gilles Chappaz e Raphael Lassablière (Francia)
  - Premio Festival per il miglior Grand Prix dei Festival 2007/2008: Asiemut di Olivier Higgins e Mélanie Carrier (Canada)
  - Premio Montagne Passion: La Montagne Perdue di Christian Deleau (Francia)
  - Premio Vie de Montagne: Vies d'Alpages di Frédéric Deret (Francia)
  - Premio Cortometraggio: La Ossa di Gérard Sinfreu (Spagna)
  - Premio SportSide of the Mountain/Scuola di sci del Cervino: Wings on their feet di Fulvio Mariani (Svizzera)
  - Premio Speciale della Giuria/Club Amici del Cervino: Becoming a Woman in Zanskar di Jean-Michel Corillion (Francia)
  - Premio Miglior Film di Alpinismo: Berhault di Gilles Chappaz e Raphael Lassablière (Francia)
  - Premio del Pubblico: La Montagne en Face di Bruno Peyronnet (Francia)
- 2009
  - Grand Prix Cervino CineMountain: Stone Pastures di Donagh Coleman
  - Premio Festival per il miglior Grand Prix dei Festival 2008/2009: Dolma du bout du monde di Anne, Erik e Véronique Lapied
  - Premio Montagne Passion: Aria di Davide Carrari
  - Premio Vie de Montagne: Sur la piste du renne blanc di Hamid Sardar
  - Premio speciale della Giuria: Grozny Dreaming di Mario Casella e Fulvio Mariani
  - Premio CAI per il miglior film di alpinismo: To the Third Pole di Andreas Nickel e Jürgen Czwienk
  - Premio EcoMountain: Prezzemolo di Sandro Gastinelli e Marzia Pellegrino
  - Premio SportSide of the Mountain/Scuola di sci del Cervino: Ten, a Cameraman's Tale di Guido Perrini
  - Premio del Pubblico: 
    - Karl di Valeria Allievi
    - Himalaya, la terre des femmes di Marianne Chaud
- 2010
  - Grand Prix Cervino CineMountain: Oyan di Esmaeel Monsef
  - Premio Festival per il miglior Grand Prix dei Festival 2009/2010: Carmen meets Borat di Mercedes Stelenhoef
    - Menzione speciale: Himalaya, le chemin du ciel di Marianne Chaud

  - Premio Montagne Tout court: Alone on the Wall di Peter Mortimer e Nick Rosen
  - Premio Montagne Passion: Mount St. Elias di Gerald Salmina
  - Premio Vie de Montagne: Obcina di Björn Reinhardt
  - Premio CAI per il miglior film di alpinismo: L'ultima battaglia delle Alpi di Roberto Cena e Fabio Canepa
  - Premio EcoMountain: Shaman Tour di Laetitia Merli
  - Premio del pubblico: Crossing the Himalaya di John Murray
- 2011
  - Grand Prix Cervino CineMountain: Pare, escute, olhe di Jorge Pelicano
  - Premio Festival per il miglior Grand Prix dei Festival 2010/2011: Space Tourists di Christian Frei
    - Menzione speciale: A la vita! di Sandro Gastinelli e Marzia Pellegrino

  - Premio Montagne Tout court: Ex-Aequo Il capo di Yuri Ancarani e 1987-1993 di Marius Brandrud
  - Premio Montagne Passion: The Asgard Project di Alastair Lee
  - Premio Vie de Montagne: Summer Pasture di Lynn True e Nelson Walker
  - Premio CAI per il miglior film di alpinismo: Sherpas, the true heroes of mount Evenrest di Otto Honnegger, Frank Senn e Hari Thapa
  - Premio EcoMountain: Gli uomini della luce di Katia Bernardi
  - Premio SONY per la miglior fotografia: Alpi di Armin Linke
  - Premio del pubblico: Sherpas, the true heroes of mount Evenrest di Otto Honnegger, Frank Senn e Hari Thapa
- 2012
  - Grand Prix Cervino CineMountain: Goodbye Tibet di Maria Blumencorn
  - Premio Vie de Montagne: Piccola terra di Michele Trentini
  - Premio CAI per il miglior film di alpinismo: Grand libre au grand Cap di Bertrand Delapierre
  - Premio EcoMountain: Vivan las antipodas di Viktor Kossakowski
  - Premio SONY per la miglior fotografia: Voyage au but de l'hiver di Ann e Erik Lepied
  - Premio del pubblico: Non così lontano di Hervé Barmasse
- 2013
  - Grand Prix Des Festivals: Erhard Loretan, Respirer l'odeur du ciel di Benoit Aymon
  - Premio Vie de Montagne: North of the Sun di Inge Wegge
  - Premio CAI per il miglior film di alpinismo: Art of Freedom di Marek Klosowicz e Wojciech Slota
  - Premio SONY per la miglior fotografia: Expedition to the End of the World di Daniel Dencik
  - Menzioni speciali: The Tundra Book di Aleksei Vakhrushev; Schnee di August Pflugfelder
- 2014
  - Grand Prix Des Festivals: Beyond the edge di Leanne Polley
  - Premio Vie de Montagne: Cronaca di una vita semplice di Fabio Gianotti e Silvia Bongiovanni
  - Premio CAI per il miglior film di alpinismo: Two on K2 di Dariusz Zaluski
  - Premio SONY per la miglior fotografia: Beyond the edge di Leanne Polley
  - Premio Montagne d'Italia per il miglior film italiano: Vincersi di Mirko Giorgi e Alessandro Dardani
  - Premio Bell'Italia per il miglior film sul patrimonio culturale e territoriale d'Italia: Voci dalla Val Montone di Massimo Alì Mohammad
  - Menzione speciale: Pierre Mazeaud, la vie en face(s) di Gilles Chappaz
- 2015
  - Grand Prix Des Festivals - Conseil de la Vallée: Defaid a Dringo (The Climbing Shepherd) di Alun Hugues
  - Premio CAI per il miglior film di alpinismo, avventura, esplorazione: Cerro Torre: a Snowball's Chance in Hell di Thomas Dirnhofer
    - Menzione speciale: L'alpinista di Natale Fabio Mancari e Giacomo Piumatti

  - Premio Montagne d'Italia per il miglior film italiano: Ninì di Gigi Giustiniani e Raffaele Rezzonico
    - Menzione speciale: Alberi che camminano di Mattia Colombo

  - Premio SONY per la miglior fotografia: Killer Slope di Geertjan Lassche
  - Premio Film Commission Vallée d'Aoste al miglior film valdostano: Sul filo di Joseph Péaquin
  - Premio del pubblico: Cervino, la montagna del mondo di Nicolò Bongiorno
- 2016
  - Grand Prix Des Festivals - Conseil de la Vallée: La montagne magique di Anca Damian
  - Premio CAI per il miglior film di alpinismo, avventura, esplorazione: Tom Elena Goatelli ed Angel Esteban
  - Premio Montagne d'Italia per il miglior film italiano: Storie di uomini e lupi di Alessandro Abba Legnazzi e Andrea Deaglio
  - Premio Montagne Tout Court per il miglior cortometraggio: Suspendu à la Nuit di Eva Tourrent
  - Premio SONY per la miglior fotografia: Il Gabbiano di Joseph Péaquin
  - Premio Film Commission Vallée d'Aoste per il miglior film valdostano: Bhagirathi IV Game On di Arianna Colliard
  - Premio del Pubblico: Metronomic di Vladimir Cellier
  - Menzione speciale: Waste Mandala di Alessandro Bernard, e Paolo Ceretto
  - Menzione speciale: SHERDAK – The Golden Hill di Rajan Kathet
- 2017
  - Grand Prix Des Festivals - Conseil de la Vallée: Samuel in the Clouds di Pieter Van Eecke
  - Premio Montagnes du monde per il miglior film straniero: Santoalla di Daniel Mahrer e Andrew Becker
  - Premio Montagne d’Italia per il miglior film italiano: Vergot di Cecilia Bozza Wolf
  - Premio C.A.I. per il miglior film di alpinismo, arrampicata, esplorazione: Riders on the Storm di Franz Walter
  - Premio SONY per la migliore fotografia: The Sound of Winter di Tizian Büchi
  - Premio Montagne tout court per il miglior cortometraggio: The Botanist di Maude Plant-Husaruk e Maxime Lacoste-Lebuis
  - Premio Film Commission Vallée d’Aoste per il miglior film valdostano: Sagre Balere di Alessandro Stevanon
  - Menzione speciale: W di Steven Schwabl
- 2018
- 2019
  - Grand Prix Des Festivals - Conseil de la Vallée: A Thousand Girls Like Me di Sahra Mani
  - Premio Film Commission Vallée d’Aoste per il miglior film valdostano: Gamba in Spalla di Romuald Desandré
  - Premio SONY per la migliore fotografia: Boy Nomad by Niobe Thompson
  - Premio C.A.I. per il miglior film di alpinismo, arrampicata, esplorazione: Theory of Happiness di Rastislav Hatiar
  - Premio Montagne tout court per il miglior cortometraggio: Brotherhood di Meryam Joober
  - Premio Montagne d’Italia per il miglior film italiano: La Patente di Giovanni Gaetano Liseo
  - Premio Montagnes du monde per il miglior film straniero: The Silver Branch di Katrina Costello
  - Premio del Pubblico: The Down Wall di Josh Lowell e Peter Mortimer
  - Premio del Pubblico Kids: Gone with the Rain di Sinisa Ercegovac
  - Menzione speciale: Let's Go to Antartica di Gonzaga Manso
- 2020
  - Grand Prix Des Festivals - Conseil de la Vallée: Drommeland di Joost van der Wiel
  - Premio Montagnes du monde per il miglior film straniero: The Wind - A Documentary Thriller di Michal Bielawski
  - Premio Montagne d’Italia per il miglior film italiano: Il passo dell'acqua di Antonio Di Biase
  - Premio Montagne tout court per il miglior cortometraggio: Polyfonatura di Jon Vatne
  - Premio C.A.I. per il miglior film di alpinismo, arrampicata, esplorazione: Cholitas di Jaime Murciego
  - Premio SONY per la migliore fotografia: Il passo dell'acqua di Antonio Di Biase
  - Premio del Pubblico: Piano to Zanskar di Michal Sulima
  - Menzione speciale: Beloved di Yaser Talebi